# Dolní Věstonice
Dolní Věstonice là một làng thuộc huyện Břeclav, vùng Jihomoravský, Cộng hòa Séc.